# اندیس خاک صنعتی پیغمبران
خاک صنعتی پیغمبران یک اندیس غیرفلزی است که در حوالی شهر سمنان استان سمنان قرار دارد و مادهٔ معدنی موجود در آن، خاک صنعتی است.  